# Ariane cannelle
Amazilia rutila
Espèce
Statut de conservation UICN

 LC  : Préoccupation mineure
Répartition géographique
Statut CITES
L'Ariane cannelle (Amazilia rutila) est une espèce d'oiseaux de la famille des Trochilidae.

## Description

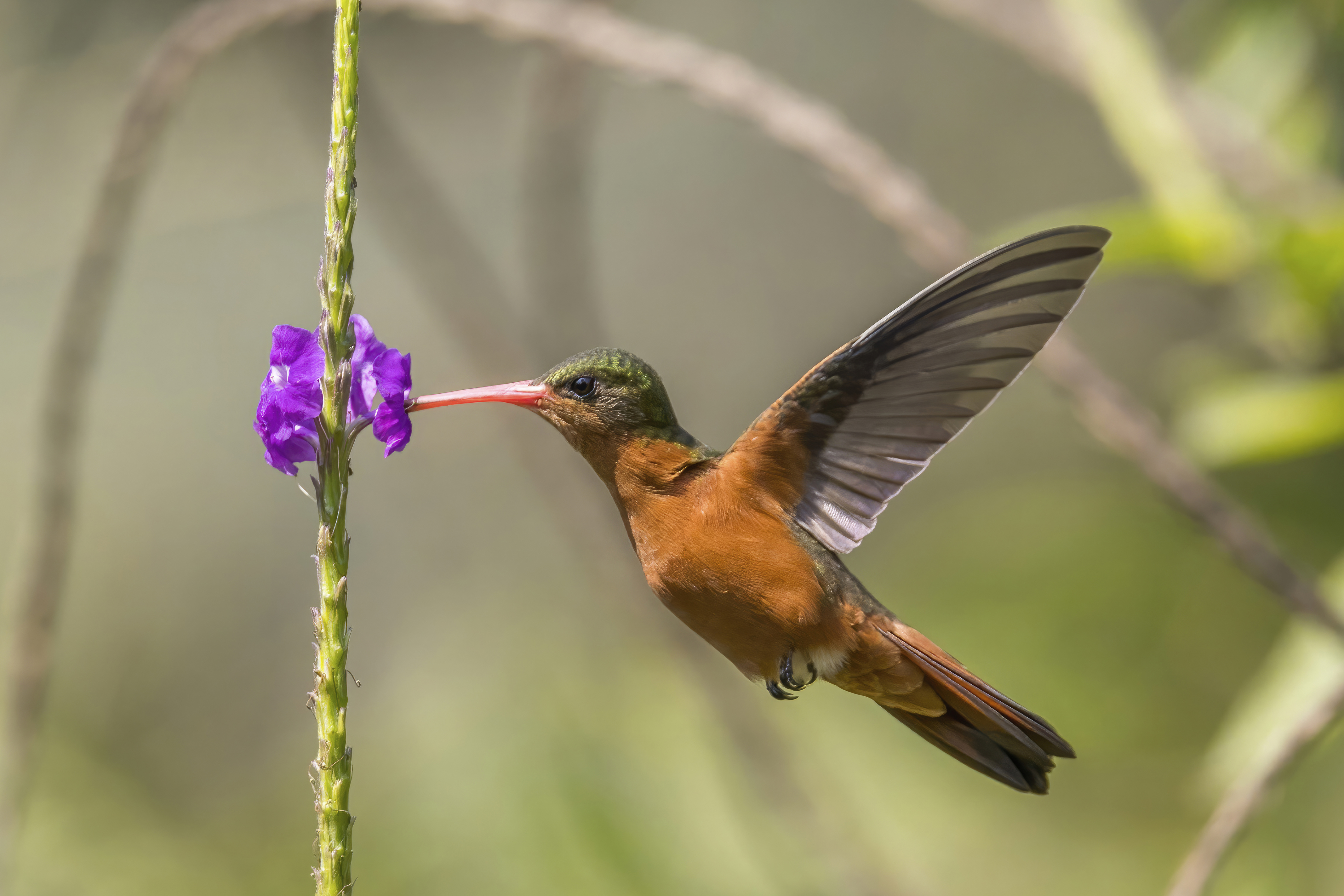
Une ariane cannelle au Guatemala.

Cette espèce mesure environ 9,5 cm de longueur. Elle possède un plumage vert bronze pour les parties supérieures avec le dessous cannelle (d'où son nom), la gorge plus pâle et la queue rousse. Le bec du mâle est presque tout rouge tandis que celui de la femelle est surtout noir.

## Habitat
Ses habitats sont les forêts tropicales et subtropicales sèches et humides de basses et hautes altitudes, la savane sèche, la végétation sèche de broussailles mais aussi les anciennes forêts lourdement dégradées et les zones urbaines. Cet oiseau marque une préférence pour les régions à moins de 500 m d'altitude et les essences à feuilles caduques.

## Comportement
Cette espèce défend agressivement son territoire.

## Répartition et sous-espèces
Selon la classification de référence du Congrès ornithologique international (14.2, 2025) elle se répartit en quatre sous-espèces (ordre phylogénique) :
- Amazilia rutila diluta van Rossem, 1938 — ouest du Mexique ;
- Amazilia rutila graysoni Lawrence, 1867 — îles Tres Marías ;
- Amazilia rutila rutila (Delattre, 1843) — sud-ouest du Mexique ;
- Amazilia rutila corallirostris (Bourcier & Mulsant, 1846) — sud du Mexique et nord de l'Amérique centrale.